# Ligne de Niversac à Agen
Pour les articles homonymes, voir Agen (homonymie).
La ligne de Niversac à Agen est une ligne de chemin de fer française, à écartement normal et principalement à voie unique, qui relie les gares de Niversac (Périgueux) et d'Agen en région Nouvelle-Aquitaine. Elle constitue la ligne 631 000 du Réseau ferré national.
À l'origine tronçon d'un projet de ligne de Paris à Madrid de la Compagnie du chemin de fer Grand-Central de France, elle devient la concession et est construite puis mise en service en 1863 par la Compagnie du chemin de fer de Paris à Orléans (PO).
C'est une ligne régionale de la Société nationale des chemins de fer français (SNCF), parcourue par des trains voyageurs du Transport express régional TER Nouvelle-Aquitaine.

## Histoire

### Chronologie
- 30 mars 1853 : concession à la Compagnie du chemin de fer Grand-Central de France,
- 19 juin 1857 : officialisation de la cession à la Compagnie du chemin de fer de Paris à Orléans (PO),
- 3 août 1863, mise en service de Niversac à Agen[1].

### À l'origine la Compagnie du Grand Central
La ligne de Limoges à Agen, dont la section de Niversac à Agen constitue un tronçon, est concédée à titre éventuel par décret impérial le 21 avril 1853 à Messieurs le comte de Morny, J. Masterman, le comte H. de Pourtalès-Gorgier, Matthiew Uzielli, Calvet-Rogniat, Samuel Laing, le marquis de Latour-Maubourg et Hutchinson. L'ambition de la compagnie est de créer un important axe ferroviaire de Paris à Madrid passant par les villes de Limoges, Périgueux, Agen, Auch, Tarbes, Gavarnie et Saragosse. Elle obtient du gouvernement espagnol, intéressé par ce projet, la concession d'une ligne de Madrid à Saragosse. Le 30 mars 1853 est constituée la Compagnie du chemin de fer Grand-Central de France, la société anonyme et ses statuts sont autorisés par le décret impérial du 30 juillet 1853. 
Le tracé prévu entre Périgueux et Agen doit passer par Bergerac et Villeneuve-d'Agen (renommée depuis Villeneuve-sur-Lot), en suivant le parcours de la route impériale no 21. La municipalité de Bergerac n'est pas satisfaite du détail du tracé pour sa ville. Elle propose deux variantes par Mussidan ou par Vergt, la deuxième proposition établissant un trajet plus court de cinq kilomètres entre Périgueux et Agen. Outre ces options, des élus locaux se regroupent et font des démarches pour obtenir des modifications du tracé initial. Notamment, un tracé « ouest » de Périgueux à Aiguillon, avec comme argument principal qu'Agen n'est pas un grand centre commercial et industriel, et une variante « est », activement soutenue par la commune du Bugue qui souligne l'importance de ses expéditions de bœufs gras, de marrons du Périgord, de truffes, de volailles truffées et de terrines.
Les 2 février et 6 avril 1855, une convention est signée entre le ministre des Travaux publics et les administrateurs de la Compagnie du chemin de fer Grand-Central de France. Elle concède à titre définitif à la compagnie la ligne de Limoges à Agen. Cette convention est approuvée par décret impérial le 7 avril 1855. 
La compagnie n'aura pas le temps de trancher entre les différents tracés car elle est rapidement confrontée à d'importants problèmes financiers qui l'amènent à négocier avec le ministre et les autres grandes compagnies pour une fusion.

### Ligne de la compagnie du PO
À la suite de la déconfiture financière de la Compagnie du chemin de fer Grand-Central de France, son démantèlement est organisé en 1857 au profit de la Compagnie du chemin de fer de Paris à Orléans et de la constitution de la Compagnie des chemins de fer de Paris à Lyon et à la Méditerranée. La Compagnie du chemin de fer de Paris à Orléans récupère notamment la concession de la ligne de Limoges à Agen par la convention signée le 11 avril 1857 avec le ministre des Travaux publics. Cette convention est approuvée par décret le 19 juin 1857.
Pour les options de tracé en suspens, la compagnie choisit l'option « est » et propose deux variantes : l'une par la vallée de Lède et la ville de Villeneuve-sur-Lot, et l'autre par la vallée de la Lémance, Monsempron-Libos (près de Fumel) et Penne-d'Agenais. Propriétaire des « forges modernes de Fumel », la compagnie du PO va favoriser le choix du tracé par Monsempron-Libos.
Après adjudication à l'entreprise « Bernard frères », les chantiers ouvrent sur toute la ligne en 1860. C'est un ingénieur en chef de la compagnie du PO, Charles-Alexandre Thirion, qui est responsable de l'ensemble du chantier auquel est rattaché l'ingénieur des ponts et chaussées Krantz. D'une longueur d'environ 140 km, la ligne est construite avec des infrastructures prévues pour deux voies, mais une seule voie est posée sur la totalité du parcours.
La ligne est ouverte le 3 août 1863, par un train inaugural venant de Paris avec notamment un représentant de la compagnie du PO, M. de Bousquet.

### De l'ouverture à la fin duXXesiècle

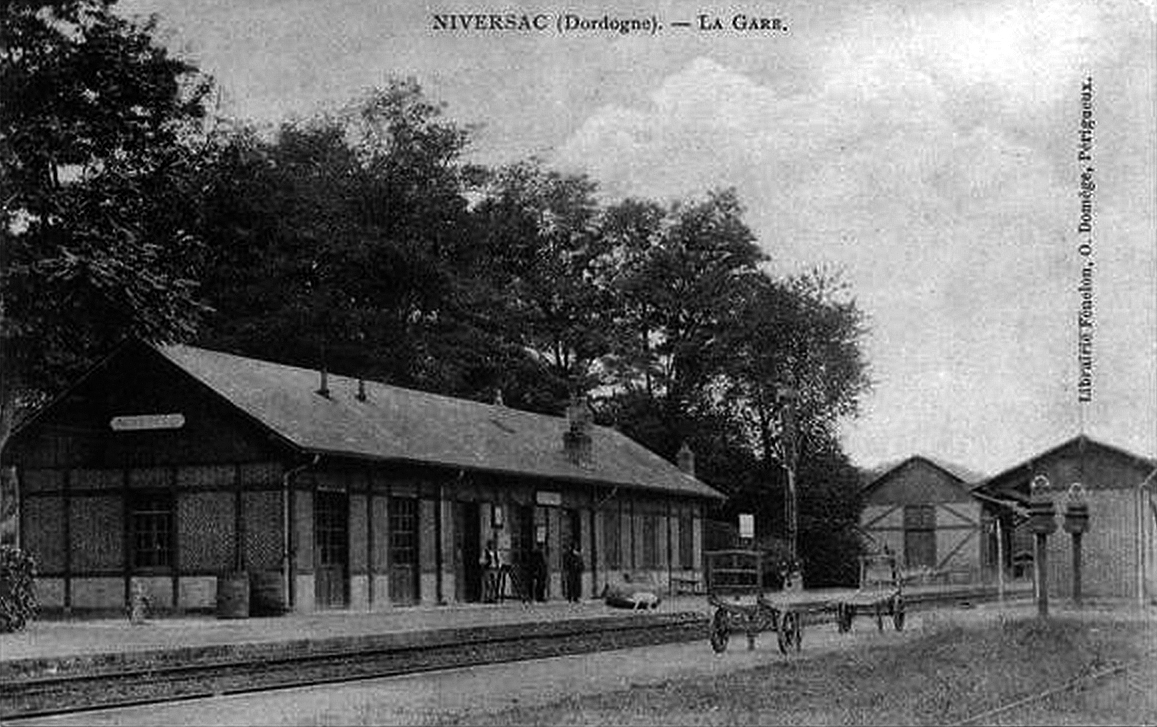
Niversac et son bâtiment « provisoire » vers 1900.

Dès l'ouverture, la compagnie met en place un service quotidien de trois trains directs entre Agen et Paris. Il faut 14 h 45 min au plus rapide et 25 h 30 min aux deux autres qui sont des omnibus.

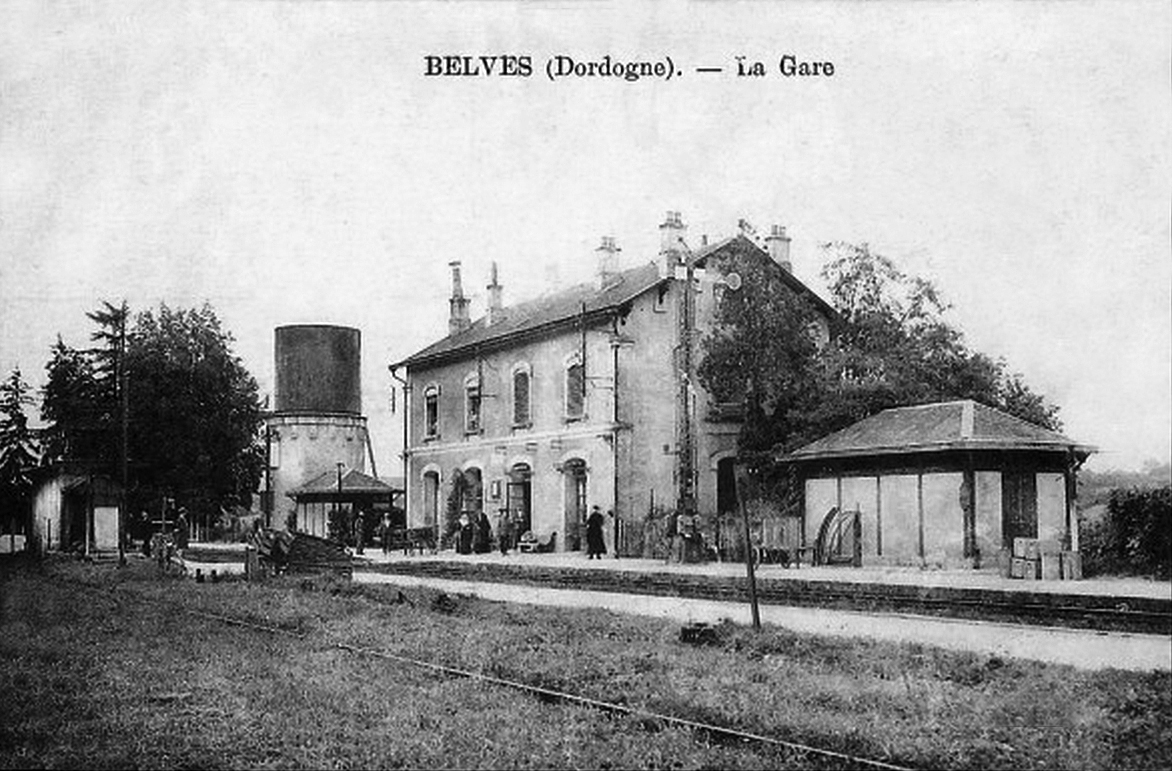
La gare de Belvès vers 1900.

En 1905, une deuxième voie est posée du Buisson à Monsempron-Libos.
De 1912 à 1934, la ligne est en correspondance, dans la gare de Villefranche-du-Périgord, avec une ligne à voie métrique des Tramways de la Dordogne.
Pendant la Seconde Guerre mondiale, en 1943, l'armée d'occupation démonte l'une des deux voies de Siorac à Monsempron-Libos.
C'est au début des années 1950 que la ligne prend le numéro 631 comme ligne d'infrastructure du réseau ferré national. En 1955, c'est un simple embranchement, à voie unique de Niversac au Buisson, à double voie du Buisson à Siorac-en-Périgord, à voie unique (anciennement à double voie) de Siorac-en-Périgord à Monsempron-Libos et à voie unique de Monsempron-Libos à Agen.
Jusqu'à la fin des années 1990, la ligne est desservie par un express de nuit (avec couchettes) Paris-Austerlitz-Périgueux-Agen (prolongé, avant guerre jusqu'à Auch et Tarbes).

### AuXXIesiècle
Au début des années 2000, l'infrastructure de la voie donne d'importants signes de faiblesse ; la vitesse est abaissée sur certains tronçons, notamment sur les deux voies entre Le Buisson et Siorac où elle est limitée à 70 km/h, ce qui pénalise les voyageurs des trains du transport express régional (TER) dont le trafic est de 14 trains quotidiens pour chaque voie. Les travaux de modernisation de la ligne débutent en octobre 2012 par la section entre Niversac et les Eyzies, avec l'utilisation d'une « suite rapide » pour remplacer le ballast, les traverses et les rails, le chantier est terminé en février 2013. Cette modernisation est complétée par un chantier d'entretien courant, en mars 2013, sur la totalité de la section de Niversac au Buisson.
La « modernisation de la section Le Buisson - Siorac » entre dans le « Contrat de projets État-région 2007-2013 » afin d'assurer la poursuite et la fiabilité du service ferroviaire sur la ligne. Le budget inscrit pour une opération plus globale de « regénération des lignes Libourne / Bergerac / Sarlat et Agen » est de 70 millions d'euros. La durée du chantier est de quatre mois pendant lesquels la ligne est fermée. Sur sept kilomètres, il est procédé au remplacement du ballast (apport de 25 000 tonnes), à la mise en place de traverses en béton (24 000 traverses) en remplacement des anciennes en bois, à la dépose des anciens rails et à la mise en place de « longs rails soudés » (29 km). Le chantier se termine le 3 mai 2013 et les circulations reprennent le 6 mai.

## Caractéristiques

### Tracé

Tracé de la ligne.

À la sortie de la gare de Niversac, la ligne se détache sur la droite de la ligne de Coutras à Tulle en prenant une orientation sud-est et en remontant le vallon du ruisseau de Saint-Geyrac jusqu'à la gare des Versannes, en bordure sud du village. La voie s'éloigne du vallon en montant sur le plateau, la pente ne dépassant pas 10 ‰, et arrive au point haut à l'ancienne gare de La Gélie établie à 202 m d'altitude. La ligne redescend par une pente de 10 ‰, elle traverse par un tunnel, long de 373 m, le relief qui marque la limite entre les bassins de l'Isle et de la Vézère et franchit les viaducs du Colombier (88 m), puis de Miremont (162 m), avant d'arriver à la gare de Mauzens-Miremont. Dès la sortie de la gare, elle continue sa descente vers la Vézère par l'étroite vallée du Manaurie, franchit le ruisseau de Savignac par le viaduc de Souffron (114 m), puis le méandre de l'Étang par le viaduc de Lortal (106 m), avant de s'enfoncer dans le souterrain de Laugerie (77 m) situé à l'extrémité de la pente,. 

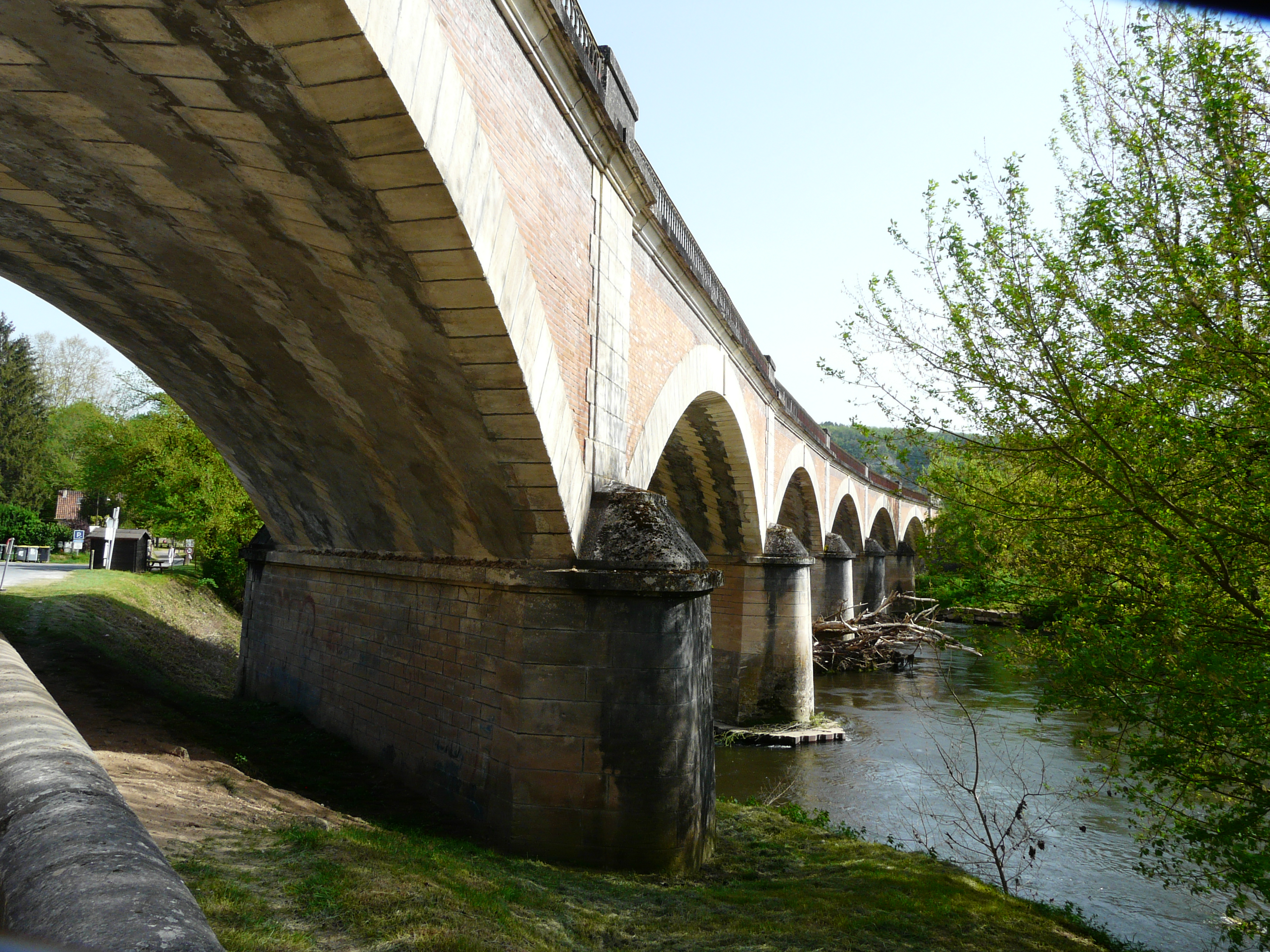
Le viaduc en courbe des Eyzies.

Sur un parcours devenu plat elle franchit la Vézère, par le viaduc de Laugerie (97 m) pour arriver en gare des Eyzies sur la rive gauche. Détour imposé par la municipalité de Tayac qui voulait protéger la rive droite et son potentiel archéologique, la voie retraverse donc la Vézère par le viaduc en biais des Eyzies (134 m) et suit la rive droite en effectuant de nombreuses courbes avant d'arriver en gare du Bugue. Après cette gare, elle franchit encore la Vézère par le viaduc du Bugue (90 m) pour suivre sa rive gauche, puis effectuer une courbe sur la gauche pour pénétrer dans la vallée de la Dordogne. Elle rejoint le tracé de la ligne de Libourne au Buisson, où débute le tronçon à double voie, avant de franchir la Dordogne par le viaduc de Vic (204 m) pour arriver en gare du Buisson, la double voie continue sur la rive droite de la Dordogne jusqu'à la gare de Siorac-en-Périgord,

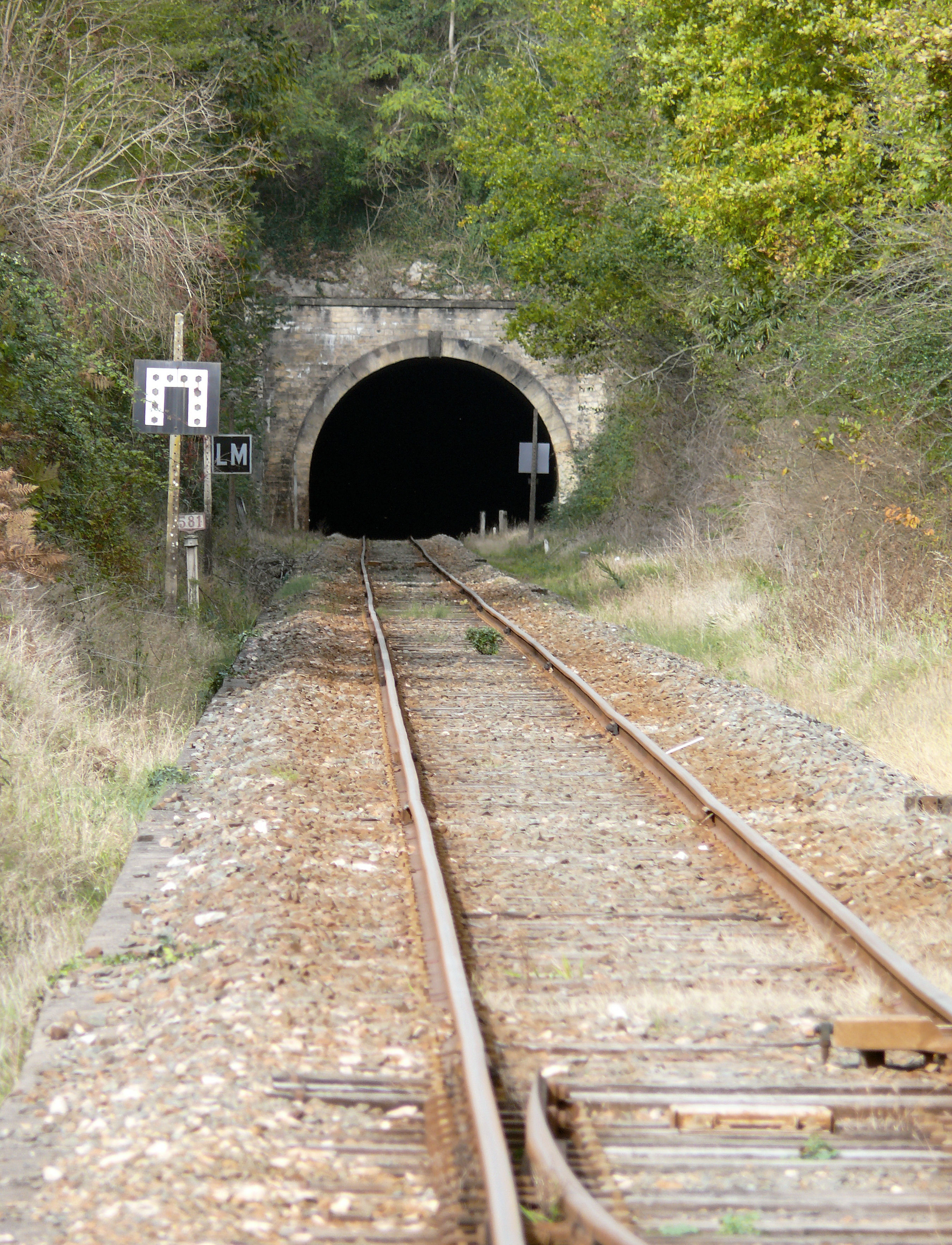
Le tunnel de Latrape, dit aussi du Got.

À  la sortie de la gare, elle redevient à voie unique, après avoir laissé se détacher sur la gauche la ligne de Siorac-en-Périgord à Cazoulès, pour remonter la vallée de la Nauze par une pente de 10 ‰. Elle traverse le viaduc de Fongauffier (115 m) avant d'arriver en gare de Belvès, puis tout en montant elle traverse les viaducs de Lagrange (178 m), de Patouly (82 m), de Puech-Goudou (82 m), de Larzac (321 m), de Las-Tuques (211 m) et de la Cabane (plus de 40 m) avant d'atteindre le point haut dans le tunnel de Latrape (1 734 m) qui précède le passage par l'ancienne gare du Got à 211 m d'altitude. Ensuite, la ligne descend par la vallée de la Lémance qu'elle franchit pour la première fois avant d'arriver en gare de Villefranche-du-Périgord, puis continue de descendre en franchissant plusieurs fois cette même rivière. La pente maximum de 10,6 ‰ est atteinte avant de passer la gare de Sauveterre-la-Lémance, puis la ligne traverse l'ancienne halte de Saint-Front-sur-Lémance et l'ancienne gare de Cuzorn avant d'atteindre son point bas, près de sa jonction avec la ligne de Monsempron-Libos à Cahors qui précède l'entrée en gare de Monsempron-Libos,.
La ligne décrit une courbe pour se placer sur la rive droite du Lot et franchit des ruisseaux par les viaducs de Las Cabales (40 m) et des Ondes (50 m) avant d'arriver en gare de Trentels-Ladignac. Dès la sortie de la gare, la ligne franchit le Lot par le viaduc de Boyer (100 m) avant de traverser les tunnels de Penne no 1 (40 m) et Penne no 2 (290 m), passer l'embranchement de la ligne de Penne-d'Agenais à Tonneins et atteindre la gare de Penne. Dès la sortie de la gare, la ligne s'écarte du Lot et remonte la vallée de la Tancanne, passe à l'ancienne halte de Hautefage - Auradou avant de franchir un ruisseau par le viaduc de Vitalis (58 m), traverser le point de partage des eaux entre le bassin du Lot et celui de la Garonne par le tunnel de Laroque (1 264 m) qui permet d'atteindre la gare de Laroque qui marque le début de la descente passant par le viaduc de Téoulère (80 m), le tunnel de Laille (100 m), le viaduc de Saint-Arnaud (135 m) et la gare de Pont-du-Casse avant d'atteindre le bas de la vallée de la Garonne ; un dernier pont (29 m) permet le franchissement du canal latéral à la Garonne avant d'arriver en gare d'Agen où elle s'embranche sur la ligne de Bordeaux-Saint-Jean à Sète-Ville,.

### Gares et haltes

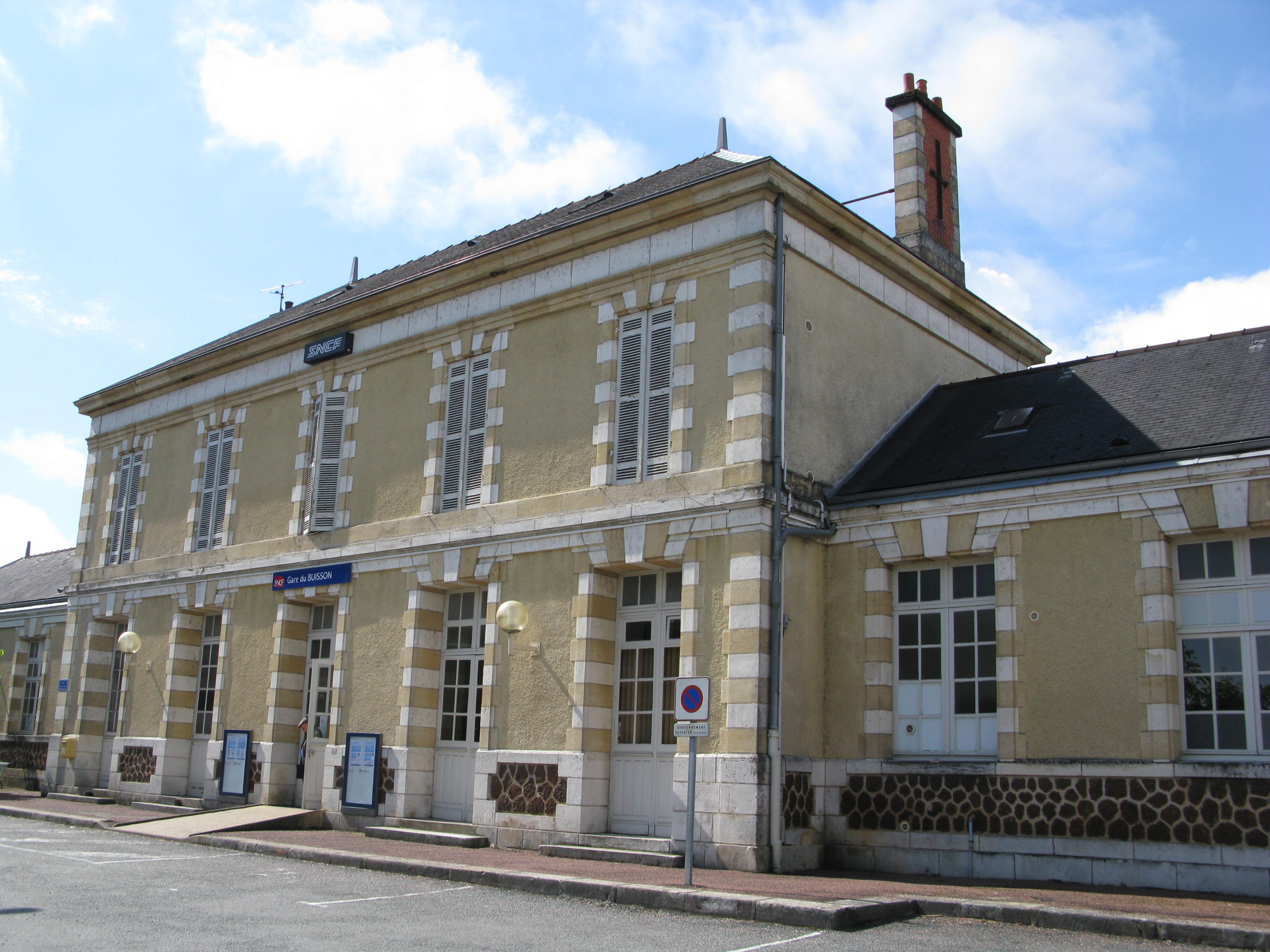
Bâtiment voyageurs de la gare du Buisson.

Outre les gares d'extrémités, le service des voyageurs dispose d'un bâtiment avec guichet dans cinq gares : Les Eyzies, Le Buisson, Belvès, Monsempron-Libos, Penne, et d'un point d'arrêt non géré dans neuf haltes voyageurs : Les Versannes, Mauzens-Miremont, Le Bugue, Siorac-en-Périgord, Belvès, Sauveterre-la-Lémance, Trentels-Ladignac, Laroque et Pont-du-Casse.
Le Buisson est la plus importante des gares intermédiaires, terminus d'une partie des relations depuis Périgueux. Elle est également la principale gare de correspondance avec les trains de la relation Bordeaux-Saint-Jean - Bergerac - Sarlat et elle dispose du plus grand bâtiment voyageurs.
Monsempron-Libos, deuxième gare intermédiaire la plus importante, est également terminus d'une partie des relations depuis Agen.

### Ouvrages d'art
La ligne, qui traverse notamment de profondes vallée et de nombreux cours d'eau, comporte de multiples ouvrages : ponts, viaducs, tunnels, ponceaux et aqueducs, dont certains sont remarquables.
Les tunnels représentent une longueur totale de + de 5 700 km. Ils comportent deux ouvrages longs de plus d'un kilomètre : le tunnel de Latrape (1 734 m) et celui de Laroque (1 264 m), et trois autres de plus de 100 mètres : La Gélie (373 m), Penne no 2 (290 m) et La Tuquette (137 m).
Les viaducs, construits en « pierre jaune », comptent de nombreux ouvrages remarquables :

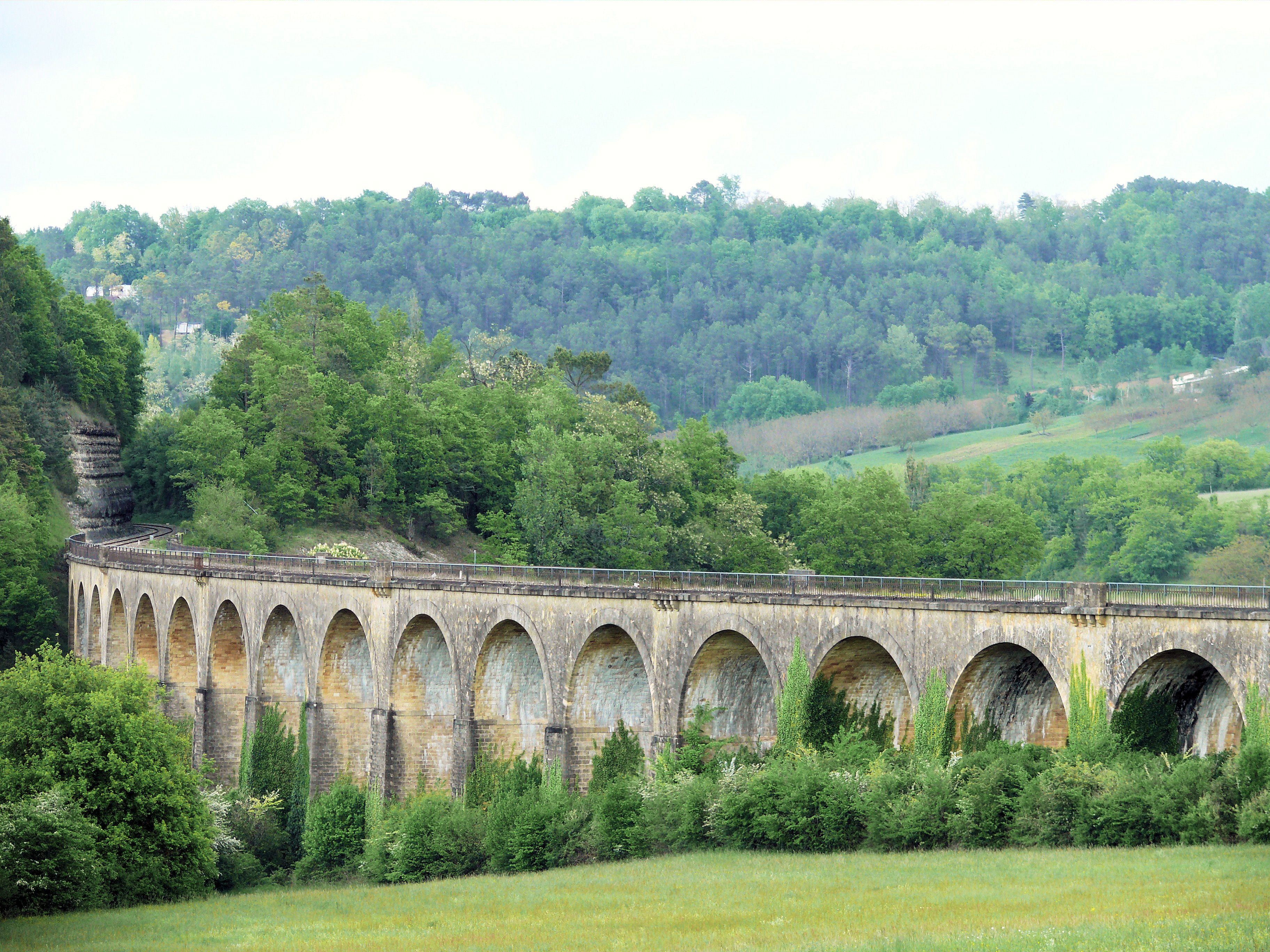
Viaduc de Larzac.

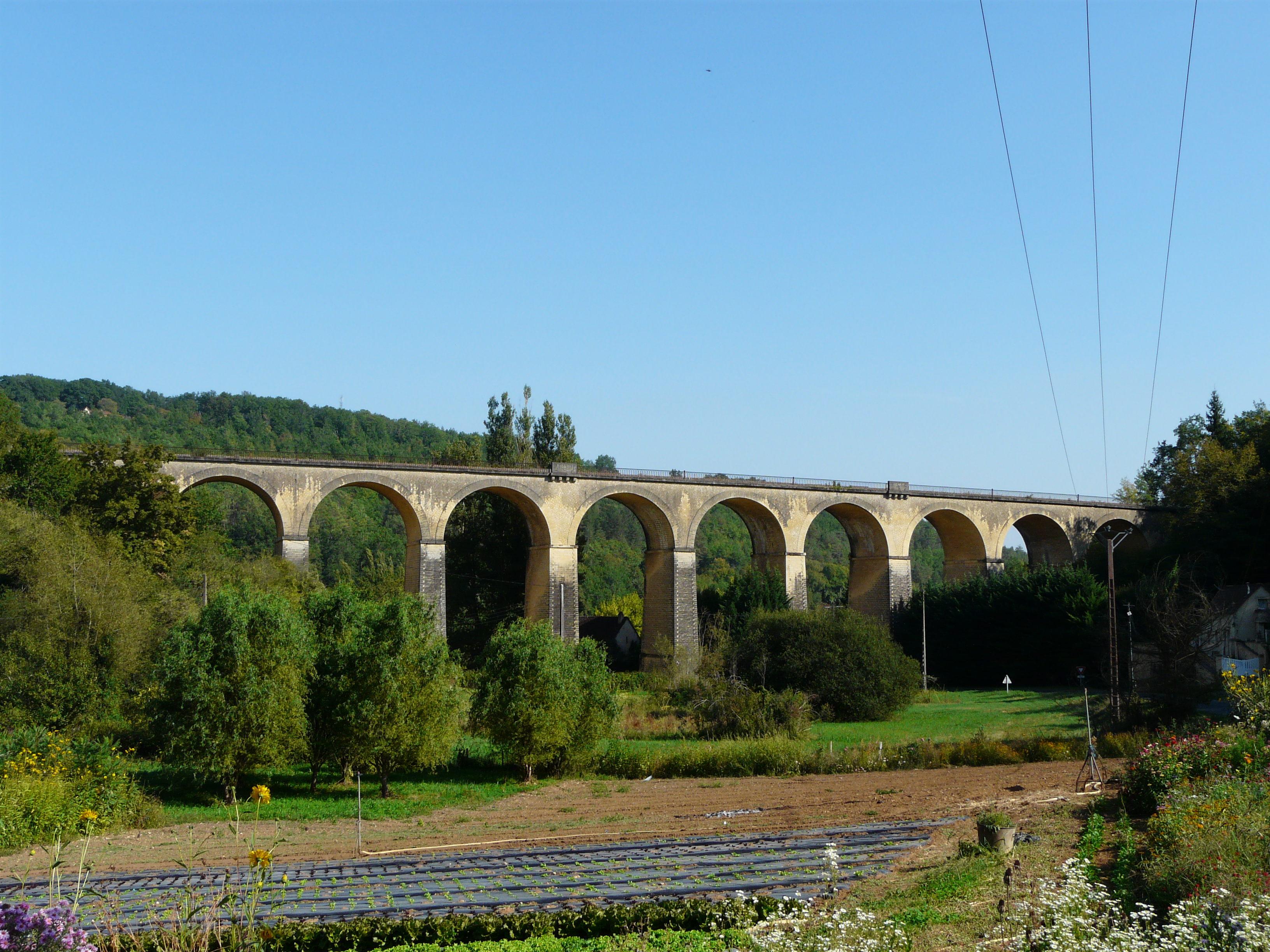
Viaduc de Miremont.

| Nom          | PK      | Longueur | Arches | Ouverture | Franchit                   |
| ------------ | ------- | -------- | ------ | --------- | -------------------------- |
| Larzac       | 573,377 | 321 m    | 21     | 12 m      |                            |
| Las-Tuques   | 574,695 | 211 m    | 15     | 12 m      |                            |
| Vic          | 556,180 | 204 m    | 9      | 20 m      | la Dordogne                |
| Lagrange     | 570,795 | 178 m    | 15     | 10 m      |                            |
| Miremont     | 531,810 | 162 m    | 11     | 12 m      |                            |
| Saint-Arnaud | 641,983 | 135 m    | 12     | 10 m      | le Saint-Arnaud (ruisseau) |
| Les Eyzies   | 541,146 | 134 m    | 6      | 13 m      | la Vézère                  |
| Fongauffier  | 569,657 | 115 m    | 9      | 10 m      |                            |
| Souffron     | 534,501 | 114 m    | 8      | 12 m      | le Savignac (ruisseau)     |
| Lortal       | 535,540 | 106 m    | 9      | 10 m      | l'Étang (ruisseau)         |
| Boyer        | 617,035 | 100 m    | 4      | 20 m      | le Lot                     |
| Le Bugue     | 549,435 | 90 m     | 4      |           | la Vézère                  |
| Le Colombier | 529,650 | 88 m     | 6      | 12 m      |                            |
| Patouly      | 572,151 | 82 m     | 7      | 10 m      |                            |
| Puech-Goudou | 572,776 | 82 m     | 7      | 10 m      |                            |
| Téoulère     | 639,958 | 80 m     |        |           | le Téoulère (ruisseau)     |
| Vitalis      | 632,904 | 58 m     | 5      | 10 m      | le Vitalis (ruisseau)      |
| Les Ondes    | 613,091 | 50 m     | 5      | 10 m      | les Ondes (ruisseau)       |

### Équipement

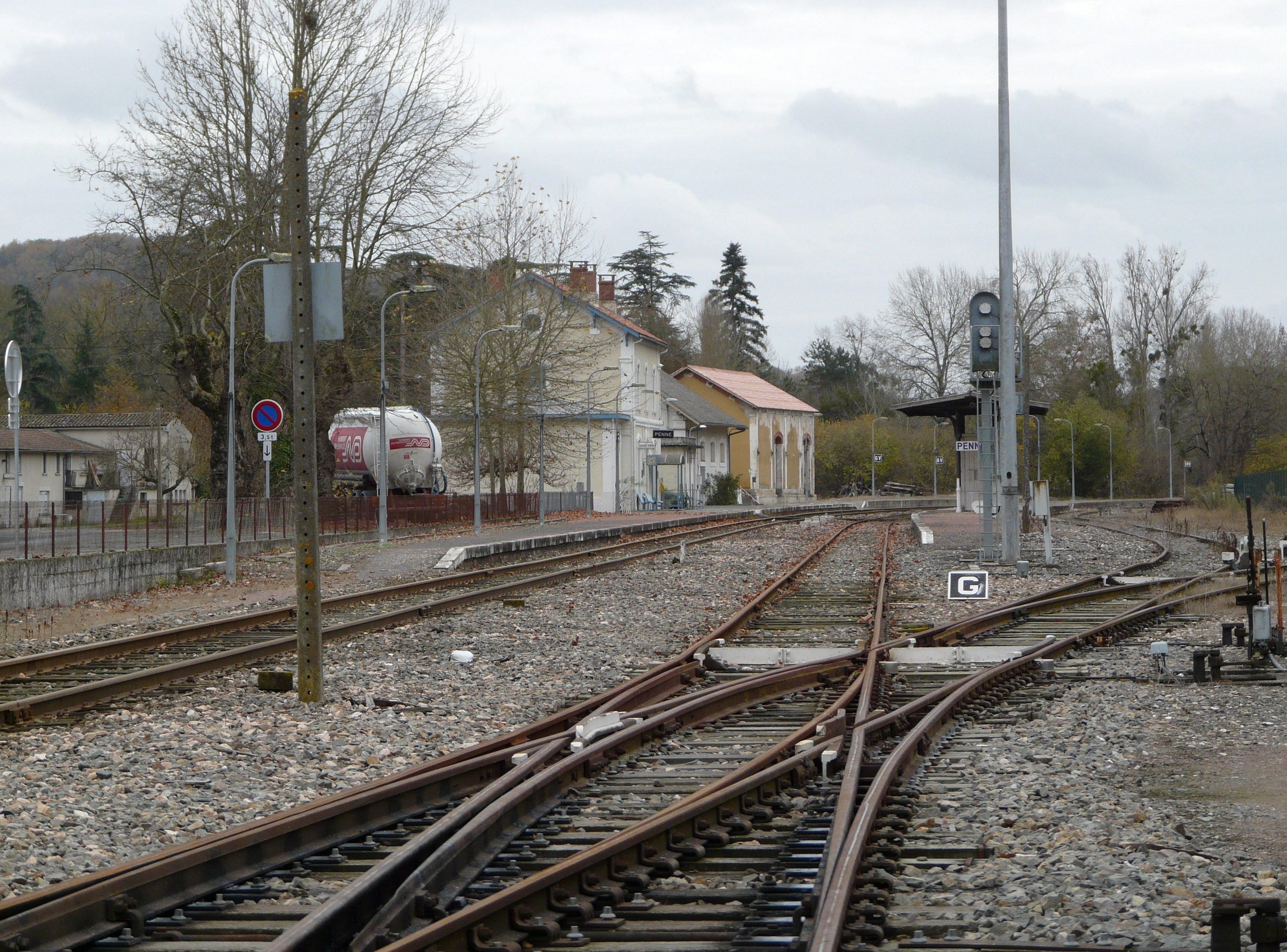
Les voies de la gare de Penne.

La ligne, non électrifiée sur sa totalité, est à voie unique de Niversac au Buisson, à deux voies du Buisson à Siorac-en-Périgord et à voie unique de Siorac-en-Périgord à Agen. D'une longueur totale de 141,5 km, la ligne comprend cinq sections élémentaires : no 48020 Le Buisson - Niversac 46,3 km ; no 48021 Le Buisson - Siorac-en-Périgord 7,1 km ; no 48023 Siorac-en-Périgord - Monsempron-Libos 44,4 km ; no 48024 Monsempron-Libos - Penne 16,7 km ; no 48025 Penne - Agen 27,0 km.
Le croisement des trains s'effectue sur les sections à double voie entre Périgueux et Niversac et entre Le Buisson et Siorac-en-Périgord ainsi que dans les gares qui disposent d'une voie d'évitement (au moins une voie supplémentaire) : Les Eyzies, Le Buisson, Belvès, Monsempron-Libos, et Penne.
La signalisation est de type BM-VU SNCF de Niversac au Buisson, BM-DV SNCF du Buisson à Siorac-en-Périgord, CAPI de Siorac à Monsempron-Libos et BM-VU SNCF de Monsempron-Libos à Agen.

## Exploitation

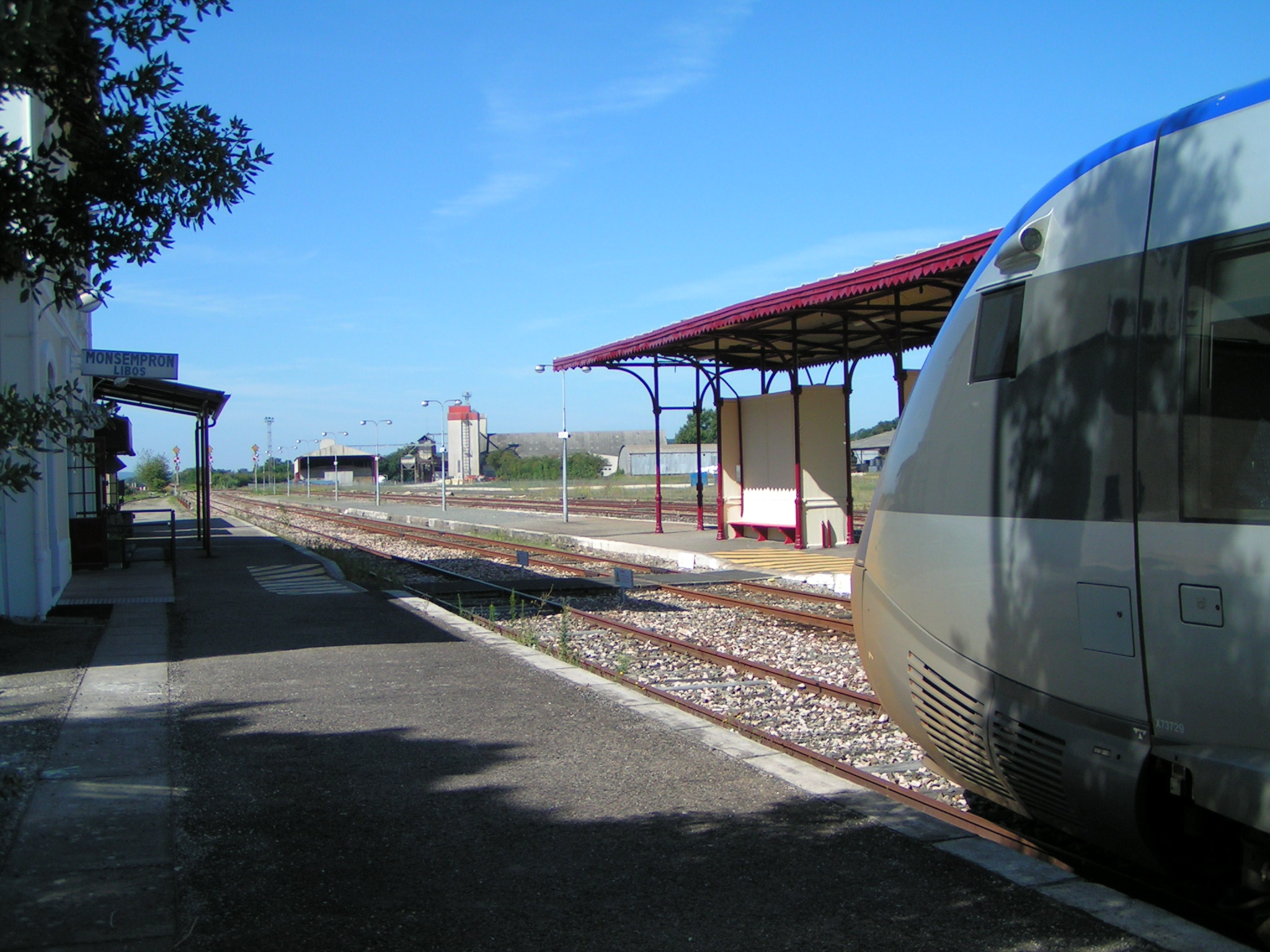
Autorail TER X 73500 en gare de Monsempron-Libos.

Depuis le début du XXIe siècle, la ligne est essentiellement exploitée par un service voyageurs, avec des autorails du transport express régional (TER), composés d'autorails de type X 73500 qui peuvent être couplés en unités multiples (UM) jusqu’à trois éléments. Deux aller-retours dans la semaine sont assurés en X 72500, compte tenu d'une affluence de voyageurs plus importante. Ce service dépasse la seule ligne d'infrastructure en ayant pour terminus extrêmes les gares de Périgueux et d'Agen. Le service quotidien comporte des circulations dans les deux sens par des trains qui parcourent l'ensemble de la ligne et d'autres qu'une partie de la ligne sur les relations Périgueux - Le Buisson, ou Monsempron-Libos - Agen. Les temps de parcours sont d'environ 2 h 12 min pour la relation Périgueux - Agen, 50 min pour Périgueux - Le Buisson et 45 min pour Agen - Monsempron-Libos.
Le tronçon du Buisson à Siorac-en-Périgord qui dispose d'une double voie bénéficie, outre les circulations ci-dessus qui le concernent, des circulations de la relation Bordeaux - Bergerac - Sarlat, réalisées avec des autorails de type B 81500 ou X 72500, qui permettent des relations du Buisson à Siorac-en-Périgord en 7 min et surtout des correspondances pour Bordeaux, Bergerac ou Sarlat en gare du Buisson.
À la suite de l'effondrement d'un talus au sud de Monsempron-Libos, résultant des pluies tombant depuis plusieurs jours, la circulation des trains est interrompue entre février et septembre 2021 entre Agen et Monsempron-Libos, le temps de déblayer la voie et de consolider le terrain.